# Castril
Castril é um município da Espanha na província de Granada, comunidade autónoma da Andaluzia, de área 247 km² com população de 2571 habitantes (2007) e densidade populacional de 10,55 hab/km².

## Demografia
| Variação demográfica do município entre 1991 e 2004 | Variação demográfica do município entre 1991 e 2004 | Variação demográfica do município entre 1991 e 2004 | Variação demográfica do município entre 1991 e 2004 |
| --------------------------------------------------- | --------------------------------------------------- | --------------------------------------------------- | --------------------------------------------------- |
| 1991                                                | 1996                                                | 2001                                                | 2004                                                |
| 3247                                                | 3067                                                | 2614                                                | 2561                                                |